# Maria Josep Safont Melchor
Maria Josep Safont Melchor (Borriana, 1960) és una filòloga i política valenciana, alcaldessa de Borriana (la Plana Baixa) del 2015 al 2023.
Llicenciada en Filologia Hispànica amb l'especialitat de llengua valenciana per la Universitat de València, s'ha dedicat a la docència a diversos instituts d'educació secundària com el Francesc Tàrrega de Vila-real o el Jaume I de Borriana. També ha estat examinadora de la Junta Qualificadora de Coneixements de Valencià així com professora i conferenciant en diversos cursos i jornades destinats al professorat així com a estudiants de didàctica.
Militant del Partit Socialista del País Valencià (PSPV-PSOE) va resultar elegida alcaldessa de la seua ciutat a les eleccions municipals de 2015 amb el suport de Compromís i Podem, renovant el govern municipal a les eleccions de 2019. També és diputada provincial a la Diputació de Castelló.